# Brandon Graham
Brandon Graham (nascido em Bend, Oregon) é um autor e desenhista de histórias em quadrinhos americanas. É o criador das séries King City e Multiple Warheads. Foi indicado ao Eisner Award de 2008 na categoria de "Melhor escritor/ilustrador de humor" por seu trabalho em ambas as séries. Em 2012 seu trabalho na revista Dark Horse Presents, com a história "The Speaker", seria indicado à categoria de "Melhor História Curta". No ano seguinte, além de ser indicado por seu trabalho em Multiple Warheads à categoria de "Melhor Escritor", seria indicado em outras duas categorias - "Melhor Capista" e "Melhor Colorista" - e King City venceria a categoria "Melhor Graphic Novel".
King City foi publicado originalmente pela filial americana da editora Tokyopop e Graham trabalhava na continuação da série quando foi informado pela editora de que a mesma não mais publicaria a série. A partir de 2009 a série passou a ser publicada pela Image Comics - mesma editora para a qual passou a escrever Prophet, dando continuidade à série criada por Rob Liefeld na década de 1990. A série foi indicada ao Eisner Award de "Melhor Série" em 2013.